# 蒂基切奥
蒂基切奥（西班牙語：Tiquicheo de Nicolás Romero），全名蒂基切奥-德尼古拉斯罗梅罗（西班牙語：Tiquicheo de Nicolás Romero）是墨西哥米却肯州的一個市镇。2012年，該市市長玛丽亚·桑托斯·戈罗斯蒂埃塔·萨拉萨尔被當地毒販虐殺死亡，在墨西哥社會引起了巨大反响。